# 千葉県道13号市原茂原線
千葉県道13号市原茂原線（ちばけんどう13ごう いちはらもばらせん）は、千葉県市原市と同県茂原市を結ぶ主要地方道である。房総半島中部を横断するルートとなっている。

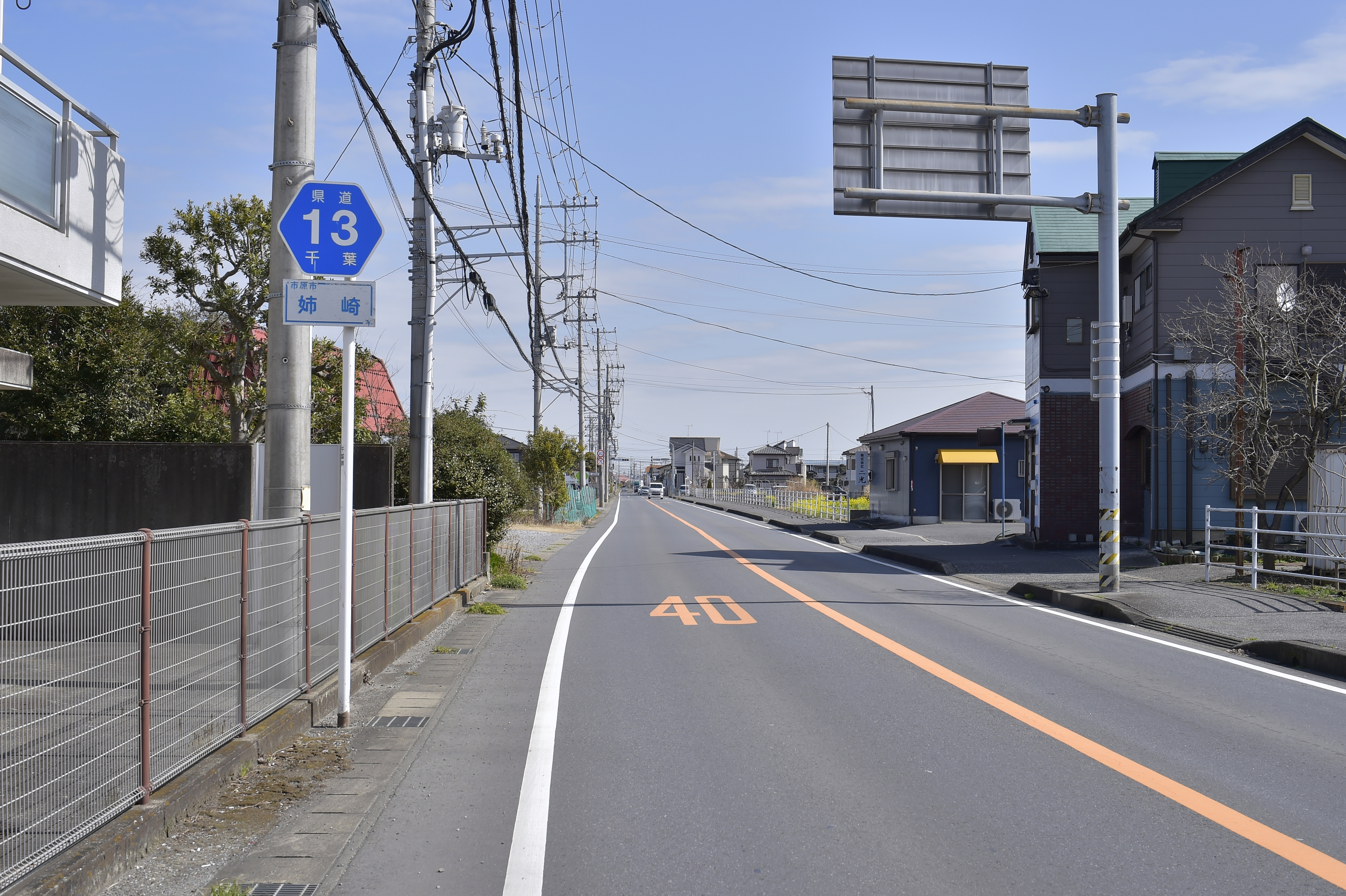
千葉県道13号市原茂原線
市原市姉崎（2023年3月）

## 概要
- 起点：市原市姉崎海岸 姉崎海岸交差点（国道16号交点）
- 終点：茂原市上茂原 上茂原交差点（国道409号交点）
- 総延長：*.* km（市原土木事務所管内：*.* km、長生土木事務所管内：*.* km）
- 重用延長：*.* km（市原土木事務所管内：*.* km、長生土木事務所管内：*.* km）
- 実延長：23.169 km（市原土木事務所管内：13.736 km[1]、長生土木事務所管内：9.433 km[2]）
- 認定年月日：1972年（昭和47年）10月11日
- Google マップ

## 路線状況

### 通称
- 久留里街道（起点付近）

### 重複区間
- 姉崎交差点 - 信号交差点（姉崎）（千葉県道24号千葉鴨川線）
- 宮原交差点 - 上茂原交差点（千葉県道139号茂原五井線）
- 新生十字路 - 信号無交差点（相川）、上総三又駅入口交差点 - 磯ケ谷入口交差点（国道297号）
- 信号交差点（針ヶ谷） - 信号交差点（鴇谷）（千葉県道147号長柄大多喜線）

## 地理

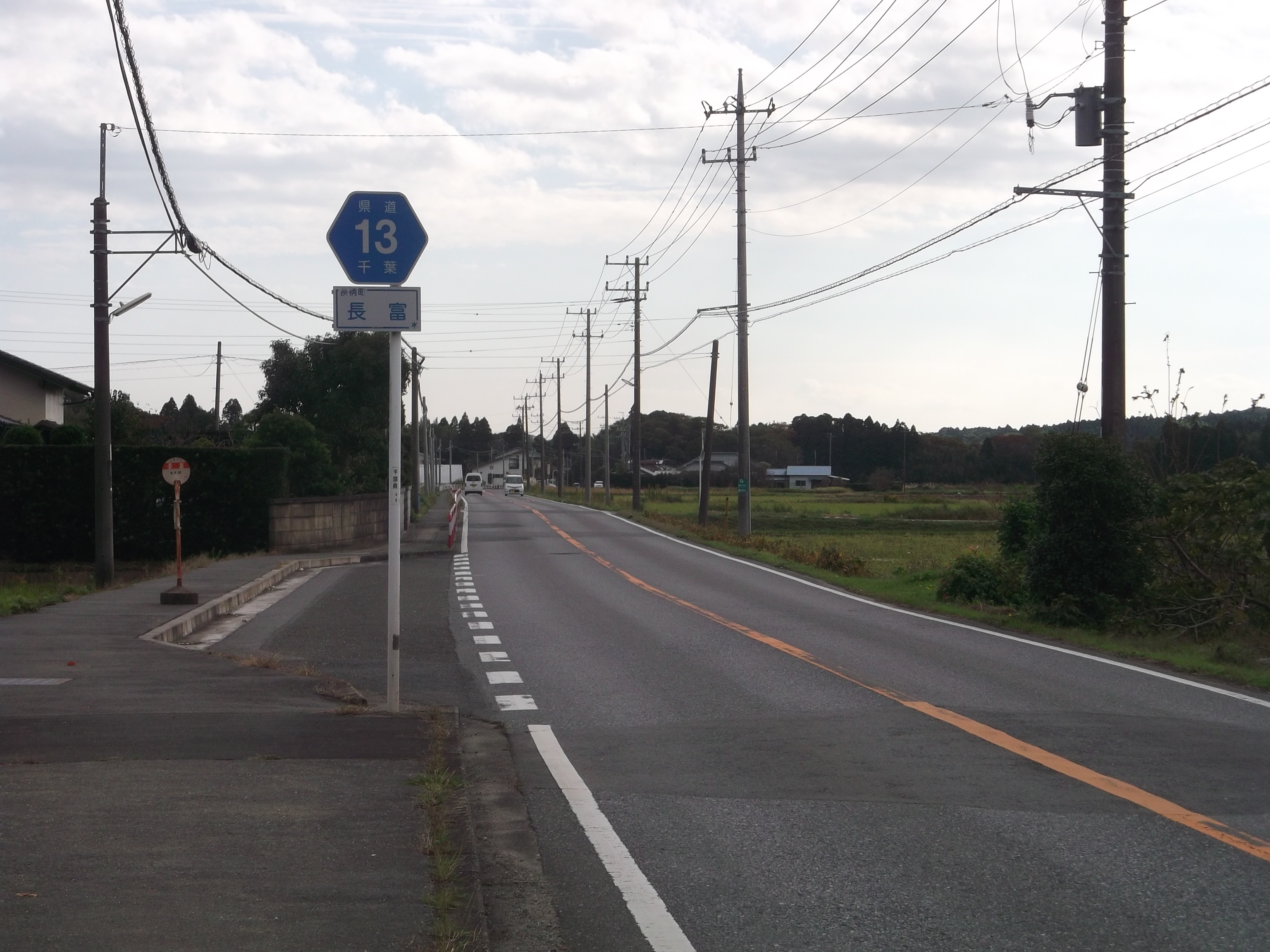
千葉県長生郡長柄町長富

### 通過する自治体
- 千葉県
  - 市原市 - 長生郡長柄町 - 長生郡長南町 - 茂原市

### 経路および交差・接続する道路・河川・鉄道
- 千葉県市原市
  - 姉崎海岸交差点（国道16号）
  - 橋梁（名称不明）（椎津川）
  - 立体交差（内房線）
  - 姉崎交差点（千葉県道24号千葉鴨川線）
  - 信号交差点（姉崎）（千葉県道24号千葉鴨川線）
  - 今富交差点（館山自動車道） - 接続なし
  - 宮原交差点（千葉県道139号茂原五井線）
  - 新生十字路（国道297号）
  - 浅井橋（養老川）
  - 信号無交差点（相川）（国道297号）
  - 上総三又駅入口交差点（国道297号）
  - 磯ケ谷入口交差点（国道297号）
  - 橋梁（名称不明）（大桶川）
- 千葉県長生郡長柄町
  - 橋梁（名称不明）（一宮川） - 3回渡る
  - 信号交差点（針ケ谷）（千葉県道147号長柄大多喜線）
  - 信号交差点（鴇谷）（千葉県道147号長柄大多喜線）
  - 信号交差点（長富）（千葉県道128号日吉誉田停車場線）
  - 橋梁（名称不明）（徳増川）
- 千葉県長生郡長南町
  - 橋梁（名称不明）（一宮川） - 2回渡る
- 千葉県茂原市
  - 上茂原交差点（国道409号）

### 周辺の施設
- 市原市消防局姉崎消防署
- 姉ケ崎駅
- 千葉県立姉崎高等学校
- 市原市立海上小学校
- 上総三又駅
- 市原市立三和中学校
- 千葉セントラルゴルフクラブ
- CPGカントリークラブ
- キングフィールズゴルフクラブ
- 長柄町役場
- 長柄町立日吉小学校